# 2014–2015-ös magyar női röplabdabajnokság
A 2014–2015-ös magyar női röplabdabajnokság a hetvenedik magyar női röplabdabajnokság volt. A bajnokságban tizenkét csapat indult el, a csapatok két kört játszottak. Az alapszakasz után az 1-8. helyezettek play-off rendszerben játszottak a végső helyezésekért, míg a 9-12. helyezettek az addigi pontjaikat megtartva egymás közt még két kört játszottak.

## Alapszakasz
| #   | Csapat                           | M  | Gy | GyD | VD | V  | Sz+ | Sz- | P  | Megjegyzés     |
| --- | -------------------------------- | -- | -- | --- | -- | -- | --- | --- | -- | -------------- |
| 1.  | Vasas SC-Óbuda                   | 22 | 17 | 3   | 1  | 1  | 62  | 18  | 58 |                |
| 2.  | TEVA-Gödöllői RC                 | 22 | 17 | 1   | 2  | 2  | 60  | 20  | 55 |                |
| 3.  | Linamar-Békéscsabai RSE          | 22 | 16 | 1   | 3  | 2  | 59  | 20  | 53 |                |
| 4.  | Aluprof-Testnevelési Főiskola SE | 22 | 13 | 1   | 2  | 6  | 49  | 27  | 43 |                |
| 5.  | Újpesti TE                       | 22 | 11 | 5   | 0  | 6  | 50  | 33  | 42 | 1 pont levonva |
| 6.  | Fatum-NRK Nyíregyháza            | 22 | 10 | 3   | 1  | 8  | 44  | 37  | 37 |                |
| 7.  | Jászberényi RK                   | 22 | 9  | 0   | 4  | 9  | 38  | 43  | 31 |                |
| 8.  | 1. MCM-Diamant Kaposvári Egyetem | 22 | 9  | 1   | 1  | 11 | 38  | 39  | 30 |                |
| 9.  | MTK-Budapest                     | 22 | 7  | 1   | 2  | 12 | 31  | 46  | 25 |                |
| 10. | Budaörsi DSE                     | 22 | 3  | 0   | 2  | 17 | 14  | 60  | 11 |                |
| 11. | Albrecht-Miskolci VSC-MVSI       | 22 | 1  | 2   | 0  | 19 | 15  | 61  | 7  |                |
| 12. | Palota RSC                       | 22 | 1  | 0   | 0  | 21 | 8   | 64  | 3  |                |

* M: Mérkőzés Gy: Győzelem GyD: Győzelem döntő szettben VD: Vereség döntő szettben V: Vereség Sz+: Nyert szett Sz-: Vesztett szett P: Pont

## Rájátszás

### 1–8. helyért
Negyeddöntő: Vasas SC-Óbuda–1. MCM-Diamant Kaposvári Egyetem 3:0, 3:0 és TEVA-Gödöllői RC–Jászberényi RK 3:0, 3:1 és Linamar-Békéscsabai RSE–Fatum-NRK Nyíregyháza 3:1, 3:2, 3:2 és Aluprof-Testnevelési Főiskola SE–Újpesti TE 3:1, 1:3, 0:3, 1:3
Elődöntő: Vasas SC-Óbuda–Újpesti TE 3:0, 0:3, 3:0, 3:1 és TEVA-Gödöllői RC–Linamar-Békéscsabai RSE 2:3, 0:3, 2:3
Döntő: Vasas SC-Óbuda–Linamar-Békéscsabai RSE 2:3, 0:3, 3:2, 1:3
3. helyért: TEVA-Gödöllői RC–Újpesti TE 0:3, 0:3, 3:1, 1:3
5–8. helyért: Aluprof-Testnevelési Főiskola SE–1. MCM-Diamant Kaposvári Egyetem 3:1, 3:2 és Fatum-NRK Nyíregyháza–Jászberényi RK 3:0, 3:1
5. helyért: Aluprof-Testnevelési Főiskola SE–Fatum-NRK Nyíregyháza 3:0, 0:3, 2:3
7. helyért: Jászberényi RK–1. MCM-Diamant Kaposvári Egyetem 3:1, 1:3, 3:2

### 9–12. helyért
| #   | Csapat                     | M  | Gy | GyD | VD | V  | Sz+ | Sz- | P  |
| --- | -------------------------- | -- | -- | --- | -- | -- | --- | --- | -- |
| 9.  | MTK-Budapest               | 28 | 11 | 2   | 2  | 13 | 46  | 52  | 39 |
| 10. | Albrecht-Miskolci VSC-MVSI | 28 | 5  | 2   | 1  | 20 | 30  | 68  | 20 |
| 11. | Budaörsi DSE               | 28 | 6  | 0   | 2  | 20 | 24  | 70  | 20 |
| 12. | Palota RSC                 | 28 | 1  | 0   | 0  | 27 | 9   | 82  | 3  |

* M: Mérkőzés Gy: Győzelem GyD: Győzelem döntő szettben VD: Vereség döntő szettben V: Vereség Sz+: Nyert szett Sz-: Vesztett szett P: Pont